# Cricotopus flavipes
Cricotopus flavipes är en tvåvingeart som beskrevs av Oskar Augustus Johannsen 1942. Cricotopus flavipes ingår i släktet Cricotopus och familjen fjädermyggor. Inga underarter finns listade i Catalogue of Life.